# Lomtjärnarna (Arvidsjaurs socken, Lappland, 727871-164623)
Lomtjärnarna är en sjö i Arvidsjaurs kommun i Lappland och ingår i Byskeälvens huvudavrinningsområde. Sjön har en area på 0,0581 kvadratkilometer och ligger 544,3 meter över havet.

## Delavrinningsområde
Lomtjärnarna ingår i det delavrinningsområde (727727-164590) som SMHI kallar för Utloppet av Grundträsket. Medelhöjden är 522 meter över havet och ytan är 23,9 kvadratkilometer. Räknas de 9 avrinningsområdena uppströms in blir den ackumulerade arean 142,15 kvadratkilometer. Svärdälven som avvattnar avrinningsområdet har biflödesordning 2, vilket innebär att vattnet flödar genom totalt 2 vattendrag innan det når havet efter 169 kilometer. Avrinningsområdet består mestadels av skog (77 procent). Avrinningsområdet har 2,04 kvadratkilometer vattenytor vilket ger det en sjöprocent på 8,5 procent.